# Заика, Михаил Сергеевич
Михаил Сергеевич Заика (род. 18 февраля 1981, Москва, РСФСР, СССР) — российский серийный убийца, совершивший в период с 5 сентября 1997 по 29 июня 1999 года вместе с сообщниками серию из не менее 4 убийств на почве личной неприязни и по религиозным мотивам на территории города Санкт-Петербург. В 2000 году по определению коллегии областного суда Заика был признан невменяемым, и ему было назначено принудительное лечение в психиатрической клинике. Исключительность делу Михаила Заики придаёт тот факт, что, несмотря на тяжесть совершённых им деяний, через 20 лет после помещения в психиатрическую клинику он вышел на свободу и сумел социально адаптироваться к жизни в обществе.

## Биография

### Детство и юность
Михаил Заика родился 18 февраля 1981 года в Москве. Имел сестру. Отец Заики ушёл из семьи в раннем детстве Михаила, после чего их семья переехала из Москвы в Санкт-Петербург. В школьные годы Михаил Заика продемонстрировал высокоинтеллектуальные способности. Он серьёзно увлекался химией, медициной, политикой, философией и религией, благодаря чему среди своих друзей и знакомых имел такие прозвища, как «Брежнев», «Сатанист», «Фармацевт» и «Химик». Кроме этого, Заика обладал привлекательной внешностью, вследствие чего пользовался популярностью у девушек и имел среди них прозвище «Ди Каприо», данное ими ему в честь известного актёра. В начале 1995 года Михаил Заика начал демонстрировать признаки психического расстройства и различного рода эксцентричные выходки, вследствие чего был помещён в психиатрическую клинику, где на протяжении нескольких месяцев с ним работали специалисты. По результатам экспертизы у него была диагностирована шизофрения и назначен курс лечения. После его прохождения Михаил Заика потерял интерес к учебному процессу, бросил школу и начал вести криминальный образ жизни. Будучи уже довольно продвинутым химиком, Заика решил зарабатывать на жизнь синтезированием различных видов наркотика и отравляющих веществ, однако он не имел для этого материальных средств. В конце 1995 года 14-летний Михаил Заика вместе со своим другом, 16-летним Артуром Эриумом, и рядом других друзей начал заниматься производством наркотиков в виде таблеток в обычной городской квартире. В свободное от работы время Заика проводил различные химические эксперименты, делал вытяжки из растений и испытывал их на себе, пытаясь создать совершенно новый вид наркотика. В этот период он познакомился с Владиславом Кудрявцевым (род. 1975). Кудрявцев также увлекался философией, йогой, оккультными науками и являлся приверженцем национал-социализма. Они жили в одном районе, вместе работали в нарколаборатории, а родителям и знакомым говорили, что играют в одном из вокально-инструментальных ансамблей. Кроме этого, Владислав Кудрявцев был склонен к садизму и был замечен в употреблении легких наркотиков. Брат Кудрявцева в тот момент сидел в СИЗО по подозрению в ограблении. Основным свидетелем обвинения был Борис Андрущенко. Узнав об этом, Михаил Заика предложил Кудрявцеву убить его.

### Убийства
5 сентября 1997 года Заика заманил Андрущенко на территорию района Санкт-Петербурга под названием Коломяги, где предложил ему употребить героин, на что Андрущенко ответил согласием. Под видом дозы героина Заика вколол Андрущенко парализующий препарат, после чего он потерял способность двигаться. Заика несколько минут наблюдал за реакцией Андрущенко на препарат, после чего перерезал ему горло.
Весной 1998 года сотрудники правоохранительных органов обнаружили подпольную нарколабораторию Артура Эриума и Михаила Заики, после чего они были арестованы. Так как Заика на тот момент являлся несовершеннолетним и страдал психическим заболеванием, суд освободил его от уголовной ответственности. Артур Эриум на основании результатов судебно-психиатрической экспертизы также был признан невменяемым и направлен на принудительное лечение, в то время как другие фигуранты уголовного дела были приговорены к различным срокам лишения свободы или были освобождены от уголовной ответственности вследствие сотрудничества с прокуратурой. Михаил Заика пребывал в уверенности на счет того, что арест его сообщников и обнаружение нарколаборатории правоохранительные органы совершили по наводке одного из членов их преступной группы — некоего Борисова, который являлся осведомителем милиции, после чего Заика решил его убить. Он заманил его в безлюдную местность, где совершил на него нападение сзади, в ходе которого нанес удар камнем по голове. После того как Борисов впал в бессознательное состояние, Заика зарезал его.
В начале 1999 года, будучи гомосексуалом, Михаил Заика познакомился в одном из ночных клубов Санкт-Петербурга под названием «Джунгли» с 21-летним Евгением Кондрашовым, уроженцем Мурманской области, где служил его отец — офицер военно-морского флота. В 1996 году Кондрашов был призван в вооружённые силы Российской Федерации, однако в военной части он стал жертвой неуставных взаимоотношений со стороны старослужащих, после чего самовольно сбежал из нее и вернулся домой, однако родители не оценили его поступок. Отец Кондрашова отвел его в милицию, после чего Кондрашов был арестован, осужден и отправлен проходить дальнейшую военную службу в дисциплинарном батальоне. В 1998 году после демобилизации, Кондрашов вернулся домой к родителям, однако из-за конфликта со своим отцом вскоре собрал вещи и уехал в Санкт-Петербург. Некоторое время он перебивался случайными заработками, после чего начал заниматься гомопроституцией. В августе 1998 года он в кафе Санкт-Петербурга под названием «Водолей» познакомился с 43-летним гомосексуалом Александром Ошурковым, которые предложил ему сожительствовать с ним в его квартире на Малом проспекте, на что Кондрашов ответил согласием. После знакомства с Кондрашовым, Михаил Заика стал много времени проводить в его обществе.
В этот период Заика и Кондрашов серьезно увлеклись оккультизмом, в частности неоязычеством, после чего практиковали обряды, обязательным условием которых были жертвоприношения. В целях совершенствования они прочитал много книг по данной тематике и стали последователями ряда оккультно-религиозных представлений, в которых образ «Сатаны» трактовался как символ могущества и свободы, после чего они решились на совершение ритуальных убийств. Первой жертвой стал 17-летний Валерий Васильев, который как и Кондрашов проживал в квартире Александра Ошуркова. Васильев не был бездомным, но жил в социально неблагополучной обстановке, с родителями, которые вели маргинальный образ жизни, вследствие чего он часто сбегал из дома, состоял на учёте в милиции, а также проходил лечение в психиатрическом учреждении из-за черепно-мозговых травм. 5 мая 1999 года Михаил Заика и Евгений Кондрашов заманили его в окрестности поселка Каменка, где возле заброшенного здания подстанции, Кондрашов нанес ему несколько ударов палкой по голове, а Заика сделал инъекцию парализующего препарата. Понаблюдав за реакцией препарата, они вырезали с помощью ритуального кинжала, изготовленного Александром Ошурковым лоскут кожи с шеи Васильева, после чего перерезали горло и отрезали ему голову. Труп убитого они сожгли на костре, а голову выбросили в залитый водой карьер. Лоскут кожи Заика впоследствии заспиртовал во флаконе с духами и спрятал в тайнике на лестнице в подъезде своего дома. Флакон с лоскутом кожи убитого имел для Заики сакральное значение, согласно его философии, вместе с фрагментом кожи Васильева он похитил его душу. О ритуальном убийстве в тот же вечер Евгений Кондрашов рассказал во время ужина Александру Ошуркову, однако он не поверил ему и не стал обращаться в правоохранительные органы.
Рано утром 28 июня 1999 года Кондрашов и Заика отправились на Шуваловское кладбище, где в течение нескольких часов они жгли костры на могилах и рисовали оккультные знаки, после чего Заика заявил, что ритуальный обряд должен завершиться очередным убийством в качестве жертвоприношения Сатане. В поисках жертвы Заика и Кондрашов  отправились на одно из Суздальских озер, которое располагалось на расстоянии 500 метров от кладбища. В окрестностях озера около 5 утра они обнаружили на пляже мирно спящего молодого человека по имени Вячеслав Чехлов. Накануне он выпил после работы с двумя друзьями. На пляже они познакомилась с тремя девушками, которые, предположительно, подсыпали мужчинам в напитки снотворное, после чего ограбили их. Подойдя к Чехлову, Заика тремя ударами ножа перерезал ему горло во сне.

### Арест, следствие и суд
После совершения убийства Чехлова Евгений Кондрашов решил совершить очередное убийство в одиночку. 8 июля 1999 года он отправился в «Екатерининский скверик», который был одним из излюбленных мест гомосексуалами для знакомств. В скверике Кондрашов познакомился с молодым переводчиком Андреем Басарчиком по прозвищу «Энди», который пригласил Евгения в свою квартиру, расположенную на Серебристом бульваре. Оказавшись в квартире, Басарчик и Кондрашов поужинали и выпили вина, после чего Кондрашов совершил на Андрея Басарчика нападение, в ходе которого попытался его зарезать. В этот момент в комнату вбежала мать Басарчика, которой в конечном итоге в ходе драки с Евгением Кондрашовым удалось отбить у него своего сына. Угрожая им оружием, Кондрашов похитил из квартиры четыре куртки, 4000 рублей и женскую одежду матери Басарчика, после чего покинул квартиру и отправился в дом Александра Ошуркова, где помылся, надел парик и переоделся в женскую одежду.
Андрей Басарчик и его мать после бегства Кондрашова обратились в милицию. Сотрудники правоохранительных органов в ходе осмотра места происшествия обнаружили записную книжку Кондрашова, которую он выронил во время своего поспешного бегства из квартиры. На первой ее странице был указан телефонный номер и адрес проживания Александра Ошуркова, после чего наряд милиции отправился к дому Ошуркова. Кондрашов был арестован в квартире Ошуркова 10 июля 1999 года за несколько минут до того, как он с чемоданом собирался отправиться на один из железнодорожных вокзалов за билетами с целью сбежать из города. В ходе первого допроса он признался в соучастии убийств и дал  признательные показания против Михаила Заики, который также был объявлен в розыск. Михаил Заика узнав об этом, собрал вещи и сбежал из дома. Он собирался покинуть Санкт-Петербург, но 14 июля решил заехать домой, чтобы забрать оттуда редкие экземпляры кактусов, после чего был арестован, так как к тому времени в его квартире была организована засада. После ареста Заика дал признательные показания в совершении нескольких ритуальных убийств в течение 1999 года, но доказательств его причастности было найдено только лишь к 2. На основании показаний Заики и Кондрашова также вскоре был арестован Александр Ошурков. Ему было инкриминировано обвинение в недоносительстве об особо тяжком преступлении и обвинение в незаконном изготовлении и хранении холодного оружия. Работая на заводе, Ошурков увлекался изготовлением холодного оружия, которое коллекционировал у себя в квартире. Из 7 изъятых у него в ходе обыска ножей опасными были признаны 4. Узнав об обстоятельствах ареста Кондрашова и Заики, он заявил, что будь на месте Кондрашова Заика, тот бы «в квартире Басарчика довёл задуманное до конца и не попался так глупо».
Ошурков во время допроса признал свою вину в изготовлении и хранении холодного оружия, но категорически отказывался признать себя виновным в недоносительстве, утверждая следователей в том, что рассказы Кондрашова и Заики в силу их возраста, фанатизма и увлечения оккультными науками подвергались сомнению.
После обыска в квартире Заики следователи обнаружили большое количество химических препаратов, наркотики, отравляющие вещества, такие примитивные предметы культового характера как осиновый кол и рогатина, а также изъяли у него весьма солидный архив писем и блокнотов. Среди записей были найдены «служебные характеристики», которые Михаил Заика писал для себя и своего друга Артура Эриума. В своих характеристиках Заика именовал себя «полковником культовых сил», рейхсфюрером «СС РФ», доктором химических наук и внуком главного редактора журнала «Мурзилка». На последующих допросах Заика внезапно отказался сотрудничать со следствием и стал демонстрировал признаки невменяемости. Согласно свидетельствам следователей, во время очередного допроса Заика начал читать какие-то заклинания и пообещал навести порчу на дом № 4 по Литейному проспекту в Санкт-Петербурге, где располагался отдел по расследованию особо важных дел. По ходатайству его адвокатов, в начале 2000 года Михаил Заика был этапирован в Государственный национальный центр социальной и судебной психиатрии имени Сербского, где на протяжении последующих двух месяцев с ним работали специалисты. На основании результатов ряда психиатрических экспертиз было подтверждено, что он страдает шизофренией в особо опасной форме, из-за чего в момент совершения преступлений он не мог осознавать характер и общественную опасность своих действий.
На основании этого в апреле 2000 года по определению коллегии Городского суда Санкт-Петербурга Михаил Заика был признан невменяемым, освобождён от уголовной ответственности и направлен на принудительное лечение в Санкт-Петербургскую психиатрическую больницу специализированного типа с интенсивным наблюдением. В конечном итоге на скамье подсудимых оказались только Евгений Кондрашов и Александр Ошурков. Судебный процесс открылся в ноябре 2000 года и продлился месяц. Так как Заика и Кондрашов во время расследования утверждали, что убийства были совершены во имя «сатанинского культа смерти», дело вызвало общественный резонанс, широко обсуждалось общественностью и освещалось в СМИ. Кондрашову было предъявлено обвинение в соучастии в совершении 2 убийств. Его адвокат настаивал на том, что Кондрашов как и Заика является невменяемым и должен быть освобожден от уголовной ответственности, на основании чего подал ходатайство о проведении независимой судебно-психиатрической экспертизы в отношении Кондрашова. Однако его ходатайство было отклонено, после чего Кондрашов и его адвокат обвинили суд и прокуратуру в сговоре, так как по мнению адвоката Евгения Кондрашова прокуратуре было выгодно, чтобы Кондрашов был признан вменяемым, так как в этом случае его показания против Михаила Заики и остальных фигурантов уголовного дела имели юридическую силу.

Александр Ошурков на судебных заседаниях отказался признавать свою вину в недонесении преступления, заявив следующее: 
А не донёс я, во-первых, потому что не верил всем их рассказам, во-вторых, от милиции ничего хорошего не видел. Знаете, они у меня в квартире обыск делали, а потом часы пропали, тысячу долларов стоят... А то, что моя мама умерла во время следствия, — вы думаете, хоть кто-нибудь мне извинения принёс?... Да Женя мне каждую неделю про очередное убийство рассказывал. Я их штук пять-семь насчитал. Думал, фантазия разыгралась... Но я думал тогда: запрещу ему ходить в «Джунгли» — они с Мишей там обычно встречались, — он может на меня обидеться и уйти. А мне с ним хорошо было. Всё устраивало...
Перед вынесением приговора в качестве последнего слова Евгений Кондрашов выразил раскаяние в содеянном и заявил, что принимал участие в убийствах из страха перед Михаилом Заикой, который якобы угрожал убить его и его родителей. Однако слова Кондрашова были подвергнуты сомнению судом, так как родители Кондрашова за время совершения серии убийств ни разу не выезжали из своего поселка в Мурманской области и не поддерживали с сыном никаких отношений после его отъезда в Санкт-Петербург. 15 декабря 2000 года суд признал Кондрашова виновным в соучастии 2 убийств, после чего назначил ему уголовное наказание в виде 24 лет лишения свободы. Александр Ошурков был признан виновным в изготовлении и хранении холодного оружия, а также в недосенении о преступлении, после чего суда приговорил его к 3 годам лишения свободы. Однако после вынесения приговора Ошурков был отпущен из зала суда на свободу, так как он попал под амнистию в связи с 55-летием Победы в Великой Отечественной войне.
Последний сообщник Михаила Заики Владислав Кудрявцев по результатам судебно-психиатрической экспертизы также был признан невменяемым и освобожден от уголовной ответственности. Кудрявцев не признал себя виновным по ни одному из пунктов обвинения. Однако эксперты, изучавшие ритуальную составляющую преступлений, подозревали, что Кудрявцев не только знал о совершении убийств, но и давал Михаилу Заике конкретные наставления, так как Заика до знакомства с ним не увлекался сатанизмом. Косвенным доказательством этой версии являются записи из дневников Михаила Заики, где часто встречающееся «число 666» упоминается как число талантов золота, которые получал царь Соломон, что в античной культуре символизировало полноту земной власти и не имело отношения к служению Сатане. В пользу версии о наставничестве Кудрявцева согласно выводам криминалистам является убийство Валерия Васильева с последующим вырезанием лоскута кожи с его шеи, что являлось древней и сравнительно малоизвестной магической практикой для «пленения души», которую мог подсказать Михаилу Заике как раз Кудрявцев.

### Принудительное лечение и дальнейшая судьба
Михаил Заика проходил назначенный ему курс лечения в Санкт-Петербургской психиатрической больнице специализированного типа с интенсивным наблюдением. В период нахождения в больнице его физическое здоровье стало ухудшаться. Помимо шизофрении, Заика в дальнейшие годы приобрел  ряд других хронических заболеваний, таких как астма, диабет, нарушение работы печени и т.д. После начала принудительного лечения каждые полгода он обследовался специальной врачебной комиссией, которая определяла состояние его психического здоровья. Во время прохождения курса лечения психиатрам удалось стабилизировать его психическое состояние, вследствие чего администрацией учреждения Михаил Заика характеризовался крайне положительно, как эрудированный, общительный пациент, с достаточным уровнем сознательного контроля, не проявляющий агрессивного поведения по отношению к кому бы то ни было. В начале 2020 года комиссия постановила, что психическое здоровье Михаила Заики заметно улучшилось, после чего приняла решение о его переводе на амбулаторное лечение. Санкт-Петербургский городской суд, изучив предоставленные больницей документы, принял решение о выписке Заики. В 2020 году он оказался на свободе и остался жить в Санкт-Петербурге, где встал на учёт у психиатра и продолжил принимать назначенные ему лекарства на амбулаторной основе. Во время прохождения курса лечения Заика принял систему ценностей и постулатов христианства и начал заниматься живописью, открыв в себе художественный талант.
После освобождения Михаил Заика в определенных кругах стал достаточно известным в Санкт-Петербурге художником и членом автономной некоммерческой организации «Аутсайдервиль», которая помогает людям с ментальными особенностями в сложной жизненной ситуации и в социальной реабилитации c помощью арт-терапии и творческой самореализации. Михаил Заика создает картины в направлениях «outsider art» и «art brut», представители которых, как правило, работают аутентично, исключительно для себя, находясь на границе социальных групп, систем и культур, испытывая влияние противоречивых друг другу норм и ценностей, они создают самобытные произведения, свободные от эстетических, этических и социально-политических стереотипов. В 2023 году корреспонденты телеканала «RT» попытались взять интервью у Михаила Заики, но он им отказал. В аннотациях его выставок кураторы указывают информацию о том, что из-за отсутствия должной медицинской помощи у Михаила Заики были проблемы с законом, которые привели к длительному принудительному лечению. По словам его знакомых, он сожалеет о том, что совершил в 1990-е годы.

## В массовой культуре
- Документальный фильм «Собиратель душ» из цикла «Цена любви» (2004)
- Документальный фильм «Нечеловеческие преступления» из цикла «Вне закона» (2015)